# Рабство в Росії
Рабство в Росії сягає корінням у часи Новгородської республіки та Московії. У 1723 році Указ Петра Першого заборонив работоргівлю, але не заборонив кріпацтво.
Сучасні форми рабства в Російській Федерації — торгівля людьми, примусова праця і примусові шлюби. Згідно доповіді міжнародної правозахисної організації Walk Free Foundation «Global Slavery Index», у 2016 році в Росії нараховувалося 1 048 500 рабів (7-ме місце у світі), що становить 0.732 % від загальної кількості населення (16-те місце у світі).

## Історія
У московському праві з кінця XV століття виник особливий вид холопства — кабальне холопство. За своїм походженням, це холопство з позики: боржник особистою службою в дворі кредитора погашав проценти на залучений капітал. Це визначалося особливим документом — служилою кабалою. Як правило, кабальне холопство було довічним.
Правовий статус кабальних холопів змінювався указами московських князів 1586, 1597, 1606, 1607 років, Соборним уложенням 1649 року.
Холопство було скасоване Петром Першим найвищою резолюцією на доповідні пункти генерала Чернишова 19 січня 1723 року. Відтоді холопи і кріпаки становили одну загальну масу кріпосних людей.
Деякі кроки до обмеження і подальшого скасування кріпосного права були зроблені Павлом I і Олександром I у 1797 і 1803 роках підписанням Маніфесту про триденну панщину (щодо обмеження підневільної праці) та Указу про вільних хліборобів, яким прописане правове становище відпущених на волю селян.
До кінця царювання Миколи I частка поміщицьких кріпаків, за різними оцінками, скоротилася до 35-45 %.
19 лютого 1861 року Маніфестом імператора Олександра II кріпосне право було остаточно скасоване.
У радянські часи факторами невільного положення населення називають:
- широке використання праці засуджених;
- колективізацію, працю в колгоспах за трудодні;
- натуральний податок для селян, що був схожим на оброк;
- відсутність права приватної власності, перш за все, на нерухомість та засоби виробництва;
- інститут прописки (відсутність свободи пересування);
- невидачу паспортів селянам як мінімум до 1953 року;
- законодавчу заборону дармоїдства, бродяжництва, жебрацтва;
- широку практику мобілізації населення на обов'язкові роботи («суботники», «недільники», комсомольські будівництва, залучення студентів і службовців до збору врожаю[ru] тощо);
- факти геноциду (голодомор) і примусового переміщення цілих народів (кримських татар, чеченців, інгушів, німців, ін.)[5][6][7].

## Сучасність
Згідно з доповіддю міжнародної правозахисної організації Walk Free Foundation «Global Slavery Index», у 2016 році в Росії нараховувалося 1 048 500 рабів (7-те місце у світі), що становить 0.732 % від загальної кількості населення (16-ге місце у світі).
Росію доповідь називає «міжнародним хабом трудового трафіку», країною походження та країною призначення для жертв торгівлі людьми. Найбільш поширеними формами сучасного рабства є експлуатація іноземних трудящих-мігрантів і торгівля жінками й дітьми для комерційної сексуальної експлуатації як в Росії, так і за кордоном.
Багато іноземних робітників (від 5 до 12 мільйонів) трудяться на будівництві, сезонно у сільському господарстві, у швейній промисловості. Як вважається, приблизно половина з них не мають оформлених трудових відносин, базового доступу до основних державних послуг, екстреної медичної допомоги. Більшість із цих працівників походять з країн колишнього Радянського Союзу, таких як Таджикистан, Узбекистан і Киргизстан. Вони приїздять до порівняно багатої Росії в пошуках зайнятості. Також повідомляється, що північнокорейські робочі експлуатуються в лісовій промисловості Росії.
Працівники-мігранти постраждали в експлуататорських умовах при будівництві стадіонів та інших об'єктів для Зимових Олімпійських ігор у Сочі — 2014. Більше 800 робітників, зайнятих на олімпійських об'єктах повідомляли про невиплату заробітної плати та експлуатацію.
Жертви з України також зазнали примусової праці в секторах рибальства і мореплавання.
В'єтнамські мігранти, які в'їжджають в країну нелегально, працюють на «заводах-привидах» в рабських умовах. Це заводи, що офіційно не існують, але забезпечують працею тисячі робітників-мігрантів без офіційної реєстрації. Таким робітникам обмежують пересування, недоплачують заробітну плату, у них конфіскують паспорти. У 2013 році були також повідомлення про високу чисельність українських, молдавських і в'єтнамських жінок і дітей, що піддаються в Росії сексуальній експлуатації. Російські жертви були виявлені в Греції та на Кіпрі, на Близькому Сході, Єгипті, Китаї, Іспанії та на Мальті.
Реакція уряду Росії на проблему сучасного рабства описується в доповіді як дуже слабка.
Російській Федерації приділено увагу також у доповіді Державного департаменту США «Торгівля людьми — 2013» (2013 Trafficking in Persons Report). Так, Росія увійшла до групи країн, уряди яких ігнорують злочини, пов'язані з торгівлею людьми. До рабства автори доповіді зарахували примусову працю, сексуальне рабство і насильницьке залучення неповнолітніх до участі у бойових діях.
Сигнальні проблеми сучасного рабства в Росії
- утримання документів у жертв торгівлі людьми;
- невиплата їм належної платні;
- фізичне насильство над ними;
- украй погані умови їх життя;
- примусове жебракування;
- культивування наркотичної залежності;
- залучення до зайняття проституцією.

Ці проблеми залишаються без належної протидії уряду та судової системи.

### Сюжет The Guardian
The Guardian у березні 2017 року розмістила 12-хвилинний ролик, автори якого роблять висновок, що тисячі вразливих росіян щороку поневолюють на сільських цегельних заводах і фермах Дагестану. Розслідування містить зняті з натури сцени насильства і нелюдського поводження.